# Зиянчурино
Зиянчурино — село в  Кувандыкском районе Оренбургской области России. В рамках организации местного самоуправления входит в муниципальное образование Кувандыкский городской округ.
В селе проживают потомки древнего башкирского племени усерган.
Дворов — 560. Население — 1412 (2010).

## Топоним
Исследователь XIX века М. Баишев указывает, что с появлением первых русских поселений на реке Урал башкиры тоже сплотились и основали деревню Зиянчурино, дав ей название Субханкулово по имени старика Субханкула, поселившегося тут одним из первых. Впоследствии деревня была переименована и названа именем башкира Янчуры, самого старшего и именитого в роде после Субханкула. Название Бакатар по мнению Баишева заимствовано от имени старика, жившего у подножия крутой горы у озера, в 3,2 км. от села. Наименование Зиянчурино использовалось в официальной переписке, Бакатар в среде башкир, а Кипчак среди русских.
По мнению современного ученого Усмановой М. Г. первоначально село называлось Бакатар (баш. Бәкәтәр), затем Абубакир/Бакир (баш. Әбүбәкир) и Янсура (баш. Йәнсура). Нынешнее наименование села вероятно происходит от имени башкирского батыра Ейянсуры (баш. Ейәнсура). 
Краевед Стрельников, С. М. также отмечает антропонимическое происхождение названия села, Зиянчура (Ейянсура) — мужское башкирское имя. Местные жители называют село Зиянчура. Стрельников фиксирует у села неофициальные наименования : Бэкэтэр (вероятно, от имени соседней горы), Кыпсак (Кипчак) — от названия башкирского племени. В «Списке населенных мест» Оренбургской губернии 1871 года — «Зиянчурина (Бекетерова, Бикетерова), деревня башкирская, при реке Сакмаре», на карте того времени — Зянчурина. В селе различают несколько частей: Верхнее Зиянчурино (расположено выше по склону, начало активно развиваться с образованием района как и участок села «МТС – РТС»), Нижнее Зиянчурино (там начиналось село) и Казанка (название занесено русскими переселенцами из села Казанка Башкортостана, переехала в начале 1930-х годов, на родине не хотели вступать в колхоз).

## География
Село находится на востоке центральной части области, при реке Сакмара, на расстоянии примерно 35 километров (по прямой) к юго-юго-востоку (SSE) от города Кувандык, административного центра района.  

## Климат
Климат умеренно континентальный. Времена года выражены чётко. Среднегодовая температура по району изменяется от +4,0 °C до +4,8 °C. Самый холодный месяц года — январь, среднемесячная температура около −20,5…−35 °C. Атмосферных осадков за год выпадает от 300 до 450—550 мм, причём большая часть приходится на весенне-летний период (около 70 %). Снежный покров довольно устойчив, продолжительность его, в среднем, 150 дней.

## История
Впервые упоминается в 1765 году в составе Усерганской волости Оренбургского уезда Оренбургской губернии.
В 1895 году М. Баишевым в альманахе «Известия  Оренбургского отдела императорского русского географического общества» была опубликована большая статья о селе. Согласно Баишеву, село возникло во второй половине XVIII века. Местность и сакмарская речная долина были издавна заселены кочующими башкирами, проживавших в войлочных юртах в теплое время года, а зимой в землянках.  
Население занималось исключительно скотоводством и звероловством. Баишев отмечает, все же в конце XIX века становится заметным проникновение земледелия к башкирам, жители села стали обращать серьёзное внимание на земледелие. Около десяти дворов в деревне пашут землю на собственных волах. Сеют только для собственного потребления пшеницу, просо, овес, ячмень, полбу и рожь. Отсутствие земледельческих навыков, с одной стороны, и относительно небольшие (недостаточные для кочевого скотоводства) размеры площадей, с другой стороны, заставляли башкир интенсивно распродавать земли, что еще больше усугубляло бедственное положение жителей. 
Народонаселение села – башкиры-вотчинники. Всего жителей – 480 душ обоего пола, из них мужчин 260, семь дворов – почетные потомственные граждане, три двора духовного звания, остальные – простые башкиры.  В селе имеются две параллельные улицы, одна из которых носит название Большая и два переулка. В Зиянчурино есть мектеб, каменная мечеть с высоким минаретом, волостное управление и общественный хлебный магазин.
По словам  местного жителя Кумушбаева М. А. на башкирском кладбище села был  найден могильный камень XVI века, на нём прочитали имя Ильяс. В ревизских сказках 1816 года села Зианчурина упоминаются жители: Зианчура Илкин-71 лет, старшина Ирали Зианчурин - 46 лет.
До 7 марта 1922 года являлось административным центром Усерганского кантона, а с 5 октября 1922 года находилась в составе Зилаирского кантона. 
С 20 августа 1930 года село стало центром Зианчуринского района Башкирской АССР. 
25 января 1935 года передано в состав новообразованной Оренбургской области, где стало центром нового Зиянчуринского района.
До 2016 года административный центр упразднённого Зиянчуринского сельсовета (включало в себя 9 селений). 

## Население
| 2010 |
| ---- |
| 1412 |

Проживают русские, башкиры, татары.

## Известные уроженцы
- Ишимов, Сайфулла Кильмухаметович (1825—?) — башкирский кантонный начальник. Зауряд-сотник (1855).
- Кулаев Мстислав Александрович (Мухаметхан Сахипгареевич) (1873—1958) — государственный и общественный деятель, участник Башкирского национального движения, Председатель Башкирского Правительства, учёный-филолог и исследователь башкирского языка, врач и доктор медицинских наук.
- Куватов, Усман Мухаметгалимович (1897—1956) — деятель Башкирского национального движения.

## Инфраструктура
- Зиянчуринская средняя общеобразовательная школа;
- Зиянчуринская специальная (коррекционная) школа-интернат для детей-сирот и детей, оставшихся без попечения родителей;
- дом культуры "Россия";
- библиотека;
- Зиянчуринская участковая больница;
- подстанция скорой помощи;
- аптека;
- детский сад «Теремок»;
- почтовое отделение;
- Филиал Сбербанка;
- центральная газовая котельная;
- лесничество;
- ветлечебница;
- пожарная часть;
- пекарня (с 2011 года);
- магазины, каждую среду работает рынок.

Село газифицировано в 1992 году.

## Транспорт
Село доступно автотранспортом по региональным автодорогам 53К-1520000, 53К-2103000.

## Религия
Мечети
- Мечеть Раджаб

Православные храмы
- Церковь Матроны Московской